# Vaike Pilvistu
Vaike Pilvistu (bis 1940 Vaike Brenner, ab 1950 Vaike Piirimaa, * 17. August 1926 in Mäo; † 6. März 1993 in Põlva) war eine estnische Dichterin.

## Leben
Pilvistu wuchs im Kreis Järva auf und machte 1942 in Viljandi Abitur. Danach lernte sie am Botanischen Gartenforschungszentrum in Polli und an der Berufsschule in Vana-Võidu, die sie 1946 abschloss. Anschließend arbeitete sie an verschiedenen Orten als Agronomin, war aber später infolge eines Arbeitsunfalls Invalide. Sie starb in Põlva und ist auf dem Friedhof von Põlva-Roosma begraben.

## Werk
Pilvistu debütierte 1950 in einer Provinzzeitung und veröffentlichte später Gedichte in Almanachen. Ihr erstes Buch erschien 1982, zwei weitere folgten. Einige Gedichte sind auch ins Finnische übersetzt worden.
Pilvistus Dichtung ist konventionell in der Form und hinterlässt vor allem den Eindruck von „frischer Luft“, wie es der Dichter Hando Runnel angesichts ihres Debüts formulierte. In ihnen spiegelt sich die Lebenserfahrung eines auf dem Lande lebenden Menschen wider. Damit wird sie freilich leicht zur Vertreterin einer „guten alten Zeit“, in der sie, anders als die zeitgleich debütierenden Krista Kajar und Astrid Reinla, auch zu verharren droht. Ihre weitere Dichtung ist dementsprechend zurückhaltend beurteilt worden, und heute ist die Dichterin weitgehend vergessen.

## Bibliographie
- Hingeaken („Seelenfenster“). Tallinn: Eesti Raamat 1982.
- Käed („Hände“). Tallinn: Eesti Raamat 1985.
- Suur tee kõliseb kõrva („Der große Weg klingt im Ohr“). Tallinn: Eesti Raamat 1987.

## Sekundärliteratur
- Hando Runnel: „Kuuest uuest“, in: Kirjanduse jaosmaa ’82. Koostanud Endel Mallene. Tallinn: Eesti Raamat 1984, S. 185–195.
- Malle Aleksius: „Ikka on keegi“, in: Sirp ja Vasar 38/1985, S. 5.